# شهرستان هینو، توتوری

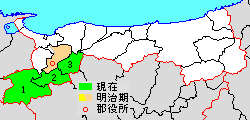

شهرستان هینو (انگلیسی: Hino District, Tottori) یکی از شهرستان‌های ژاپن است که در استان توتوری در ژاپن واقع شده‌است.